# Vittorio Messori
Vittorio Messori (Sassuolo, 1941) es un periodista y escritor católico italiano. Está considerado como el escritor de temas católicos más traducido del mundo.

## Biografía
Si bien fue bautizado al nacer, Messori fue criado en el seno de una familia anticlerical y el propio Vittorio se negaba a tener relación alguna con la Iglesia, hasta que en sus años universitarios se convirtió al cristianismo, al igual que su amigo André Frossard. Se graduó en un reconocido liceo de Azeglio en Turín, doctorándose posteriormente en ciencia política con una tesis sobre el Risorgimento del siglo XIX.
Comenzó su actividad profesional como editor, pasando luego a dirigir la oficina de prensa de una gran casa editorial. 
Durante años trabajó como cronista de la Stampa Sera, hasta que fue nombrado redactor del diario La Stampa y del semanario Tuttolibri.
Es un profundo investigador del cristianismo y especialmente del catolicismo. Sus obras más influyentes fueron: Hipótesis sobre Jesús (1977), Opus Dei (1996), El informe sobre la fe (1987), una entrevista al entonces cardenal Joseph Ratzinger.
Fue el primer periodista en realizar una larga entrevista al Papa Juan Pablo II, que se publicó en un libro titulado Cruzando el umbral de la esperanza (1994). 
Su investigación en España sobre el Milagro de Calanda tuvo como resultado su libro El Gran Milagro (1998).